# Whiskey sour

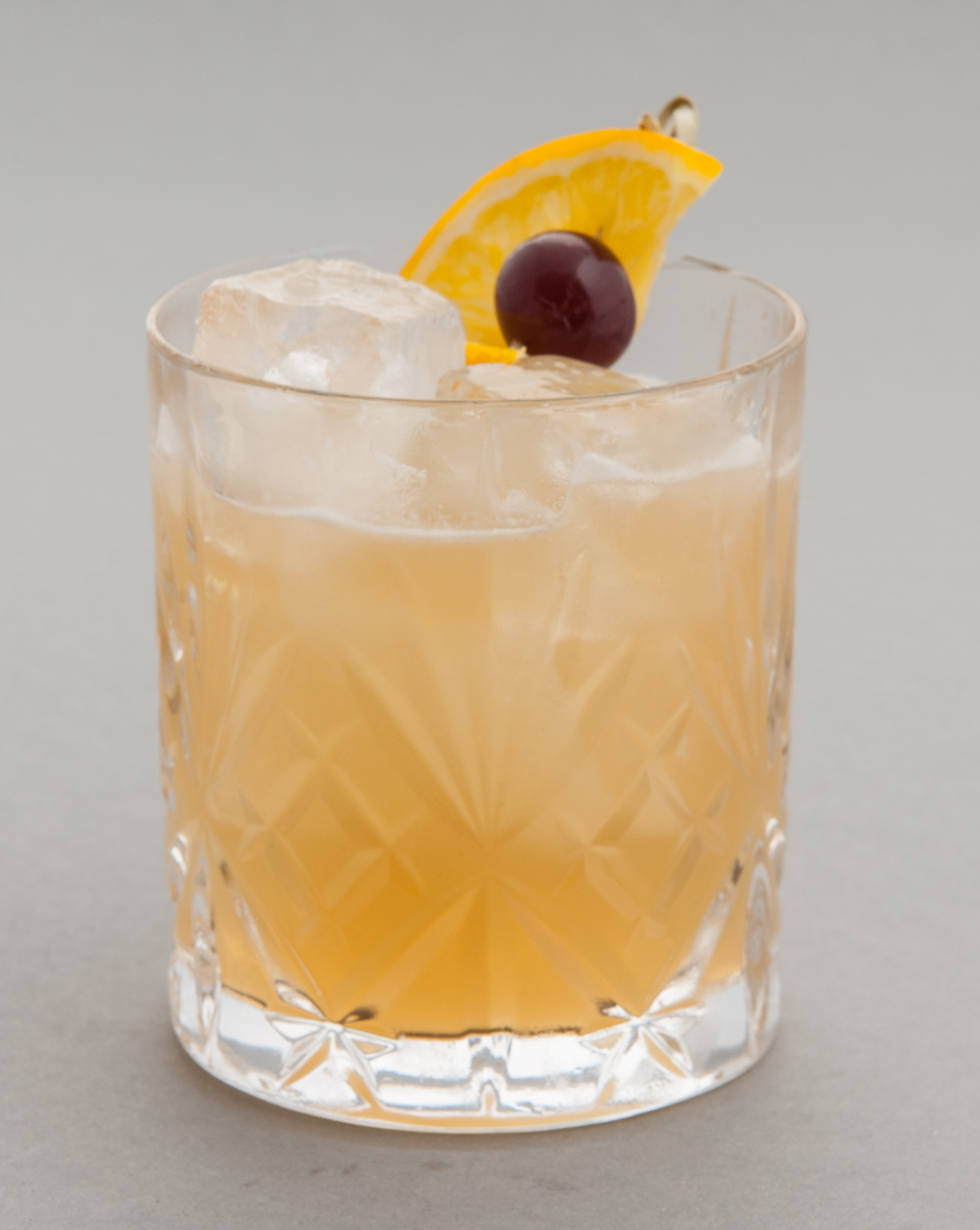
Whiskey sour

Whiskey Sour – drink złożony z alkoholu, świeżo wyciśniętego soku z cytryny lub limonki oraz syropu cukrowego lub zwykłego cukru. Należy do klasycznych drinków IBA Official Cocktail.
Składniki:
- 45 ml bourbonu
- 25 ml soku z cytryny
- 20 ml syropu cukrowego
- 20ml białka jaja kurzego (opcjonalnie)

Dekoracja: pół plasterka pomarańczy i wiśnia maraskino
Przyrządzenie: Wlać wszystkie składniki do shakera, dobrze wstrząsnąć, następnie wlać do szklanki typu old-fashioned wypełnionej lodem.

## Tło historyczne
W jednym z artykułów wydanych przez Uniwersytet w Cuyo w 1962 roku pojawił się cytat z gazety „El Comercio de Iquique”, mówiący o wynalezieniu drinka „whisky sour” przez Eliotta Stubba w 1872 roku. Publikacją gazety zajmował się w latach 1874–1879 Modesto Molina. Jednak najstarsza wzmianka o stworzeniu tego trunku pochodzi z gazety wydanej w 1870 roku w Wisconsin. W źródłach historycznych można również znaleźć informacje, że gin typu sour produkowano już w latach 60. XIX wieku. Teza mówiąca o tym, że drink posiada peruwiański rodowód, jest zatem oparta na błędnych przesłankach.